# تسوشیما مارو

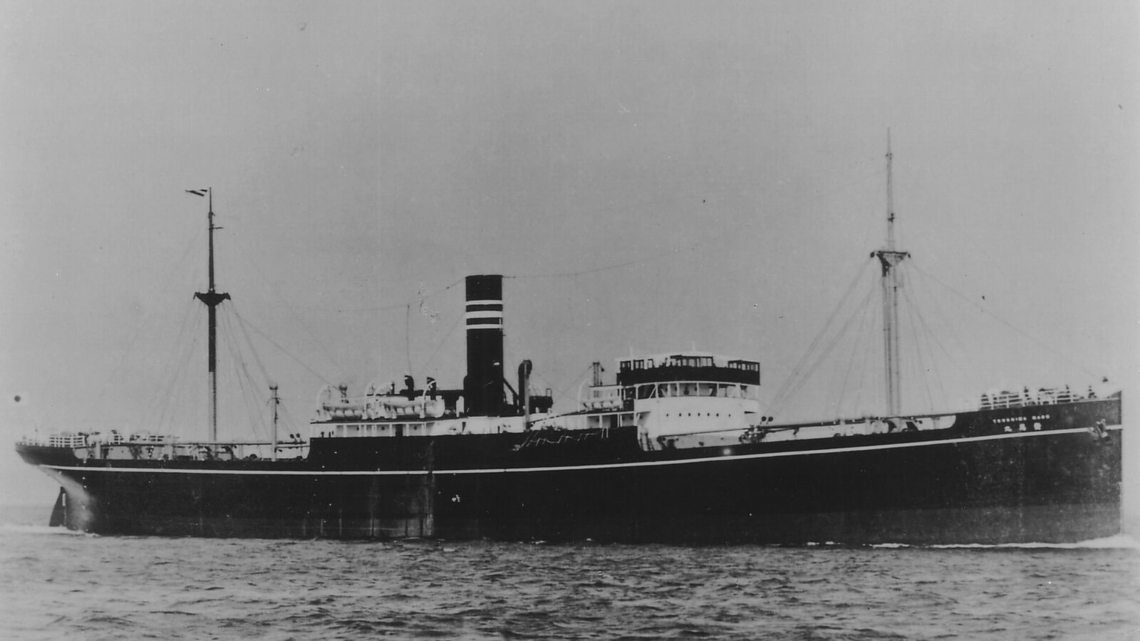
نمایی از کشتی تسوشیما مارو - ۱۹۴۴

تسوشیما مارو (به ژاپنی: 対馬丸 Tsushima Maru) یک کشتی بود که طول آن ۱۳۶ متر (۴۴۶ فوت) بود. این کشتی در سال ۱۹۱۴ ساخته شد.

## در پایان جنگ
در ژوئیه ۱۹۴۴ (سال شووا ۱۹)، نبرد سایپان به پایان رسید و ارتش ایالات متحده توانست بوئینگ بی-۲۹ سوپرفورترس را از سایپان، جزایر ماریانا به حرکت درآورد، بمب‌افکن بی-۲۹ امکان این را پیدا کرده بود که تقریباً به تمام ژاپن بجز از هوکایدو و شمال توهوکو بدون فرود حمله کند. در پاسخ به این، دولت دستور داد که شوکی ایزومی، فرماندار استان اوکیناوا آماده نبرد قاطع در سرزمین اصلی اوکیناوا شود و در مجموع ۱۰۰۰۰۰ پیرمرد، زن و کودک غیر مبارز را به سرزمین اصلی یا تایوان منتقل کند. از طرف دیگر، حمل و نقل نیروها و مهمات مستقر در جزیره اصلی اوکیناوا نیز همزمان انجام می‌شد.

## غرق شدن
در ۲۲ اوت ۱۹۴۴، بین ساعت ۱۰:۰۰ تا ۱۰:۳۰ بعد از ظهر به وقت محلی، زیردریایی یواس‌اس کمان‌باله (اس‌اس-۲۸۷) که قصد داشت از حمل‌ونقل مهمات و سربازان به خاک ژاپن جلوگیری به عمل آورد، به تسوشیما مارو که نزدیک به جزیره آکوسه‌کیجیما در حال حرکت بود حمله کرد و این کشتی را غرق کرد، تسوشیما مارو بر اساس گزارش داده‌های نظرسنجی انجمن بزرگداشت (تا ۲۷ اوت ۲۰۰۵)، در مجموع ۱٬۶۶۱ مهاجر غیرنظامی را به عنوان مسافر داشت، از جمله ۸۳۴ دانش آموز مدرسه (از این تعداد ۷۷۵ نفر کشته و تقریباً ۵۹ نفر از غرق شدن جان سالم به در بردند). دانش آموزان چندین روز در آب سرد شناور بوده و بدون آب و غذا منتظر نجات بودند اما سرانجام کسانی که نجات پیدا کردند بیشتر خدمه کشتی بودند و ۱۵۰۰ نفر قبل از رسیدن تیم نجات درگذشته بودند. این واقعه توسط دولت ژاپن مخفی نگاه داشته شد اما جاری شدن اجساد قربانیان در ساحل جزیره آمامی اوشیما یا نرسیدن جواب نامه‌های والدین از طرف کودکان موجب شد که بازماندگان به وقوع چنین حادثه ای پی ببرند.
خانواده‌ها و بازماندگان به ندرت در مورد این حادثه صحبت کردند. تعداد قربانیانی که بر اساس اعلامیه‌های خانواده‌های داغدیده شده توسط نام شناسایی شده‌اند (تا ۲۲ اوت ۲۰۱۲)، ۷۸۰ کودک مدرسه ای را شامل می‌شود.